# Dee Smart
Dierdre Claire "Dee" Smart es una actriz australiana, más conocida por haber interpretado a Alex St. Clair en la serie Water Rats y a Lucinda Croft en la serie Home and Away.

## Biografía
Dee tiene cuatro hermanas y cuatro hermanos.
Se casó con el bajista Steve Balbi, sin embargo la pareja se divorció. Después de salir por cuatro años, en junio de 1998 se casó con Chris Hancock, con quien ha tenido dos hijas.
Smart es ciencióloga. Es muy buena amiga del actor Rod Taylor y las modelos Erica Baxter-Packer y Jodhi Meares.

## Carrera
El 13 de junio de 1991 se unió al elenco recurrente de la serie exitosa serie australiana Home and Away donde interpretó a Lucinda "Lou" Croft hasta el 16 de septiembre de 1992 luego de que su personaje decidiera mudarse a Perth.
En 1999 se unió al elenco de la serie policíaca Water Rats donde interpretó a la detective mayor de la policía Alex St. Clair hasta el final de la serie en el 2001.
Entre el 2005 y el 2006 apareció como invitada en dos episodios de la serie The Alice donde interpretó a Maxine.
En el 2011 interpretó a Denny Quinn en la película Panic at Rock Island junto a los actores Grant Bowler y Vince Colosimo.
En el 2013 apareció como invitada en el primer episodio de la segunda temporada de la serie Miss Fisher's Murder Mysteries donde interpretó a Rosie Sanders, la exesposa del detective John "Jack" Robinson (Nathan Page).

## Filmografía
Series de televisión
| Año         | Serie                          | Personaje           | Notas                                               |
| ----------- | ------------------------------ | ------------------- | --------------------------------------------------- |
| 2013        | Miss Fisher's Murder Mysteries | Rosie Sanders       | 2 episodios                                         |
| 2005 - 2006 | The Alice                      | Maxine              | 2 episodios                                         |
| 1999 - 2001 | Water Rats                     | Det. Alex St. Clair | 64 episodios                                        |
| 2000        | Tales of the South Seas        | -                   | episodio "The Rabblercrouser"                       |
| 1998        | Murder Call                    | Mariena Soeteman    | episodio "Dared to Death"                           |
| 1998        | Wildside                       | Kate McCoy          | episodio # 1.14                                     |
| 1997        | Halifax f.p.                   | Fiona Calwell       | episodio "Déjà Vu"                                  |
| 1996        | G.P.                           | Becky Rooker        | episodio "Will You Still Love Me Tomorrow?: Part 1" |
| 1996        | Twisted Tales                  | Judy                | episodio "Cold Revenge"                             |
| 1995        | The Footy Show                 | Joven               | -                                                   |
| 1991 - 1992 | Home and Away                  | Lucinda Croft       | 49 episodios                                        |

Películas
| Año  | Título               | Personaje   | Notas |
| ---- | -------------------- | ----------- | --- |
| 2013 | Kite                 | Nadine      | corto - junto a Natasha Bassett, Kathryn Beck & Charlie Hancock                                                 |
| 2013 | Faerie               | Natalie     | corto - junto a Zoe Hancock                                                                                     |
| 2011 | Panic at Rock Island | Denny Quinn | junto a Grant Bowler, Zoe Cramond, Vince Colosimo, Damian Walshe, Marshall Napier, Anna Hutchison & Viva Bianca |
| 1997 | Welcome to Woop Woop | Krystal     | junto a Johnathon Schaech, Rod Taylor, Susie Porter, Barry Humphries, Paul Mercurio & Bob Oxenbould             |
| 1996 | Turning April        | Kyra        | junto a Justine Clarke, Bradley Byquar, Christopher Morsley & Judi Farr                                         |
| 1995 | Back of Beyond       | Charlie     | junto a Paul Mercurio, Colin Friels, John Polson, Rebekah Elmaloglou & Glenda Linscott                          |
| 1995 | Blackwater Trail     | Cathy       | junto a Judd Nelson, Peter Phelps, Rowena Wallace, Brett Climo & Warwick Young                                  |
| 1995 | Love Until           | -           | junto a Rachel Blakely, Peter Callan, Dino Marnika, Collette Roberts & Helen Scott                              |
| 1995 | Audacious            | Stella      | corto - junto a John Polson, Aden Young, Luke Quinton & Barbara Morton                                          |

Coreógrafa
| Año  | Obra                           | Notas             |
| ---- | ------------------------------ | ----------------- |
| 1991 | Superwoman In The Phantom Zone | obra - coreógrafa |

Teatro
| Año  | Título                      | Personaje | Director (a)   | Teatro                | Notas                                                    |
| ---- | --------------------------- | --------- | -------------- | --------------------- | -------------------------------------------------------- |
| 2008 | Burnt Piano                 | -         | Sandra Bates   | Ensemble Theatre      | junto a Nat Jones, Don Reid, Michael Ross & Nick Virgona |
| 1995 | Miranda                     | Madaline  | Joseph Uchitel | East Coast Theatre    | junto a Peter Phelps & Julian Leather                    |
| 1994 | Desire                      | -         | -              | Crossroads Theatre    | junto a Christopher Mayer & Morgan Smallbone             |
| 1993 | The Promise (My Poor Marat) | -         | Joseph Uchitel | Marian Street Theatre | junto a Nicholas Garsden & Julian Leather                |